# Five S
『Five S』（ファイブ エス）は、2018年4月6日から栃木放送で放送されているラジオ番組。

## 概要
テーマは「サーフィン、スケートボード、スノーボード、サウンド、ストリート」。
番組名「Five S」は、テーマの5つの「S」が由来。

## パーソナリティ
- 宇治田みのる

## ネット局と放送時間
- 栃木放送 金曜 5:30 - 5:45
- 新潟放送 水曜 23:30 - 23:45
- 北陸放送 土曜 8:15 - 8:30
- 静岡放送 土曜 7:00 - 7:15
- 中国放送 日曜 16:30 - 16:45（2023年4月 - 、野球中継放送時には休止）
- RKB毎日放送 日曜 4:30 - 4:45（土曜深夜）